# Pim van den Akker
Pim van den Akker (Delft, 23 april 1976) is een Nederlands bloemsierkunstenaar, ontwerper en schrijver. Na het schrijven van 3 boeken startte Pim in april 2005 zijn eigen bedrijf, Pimdesigned. Een platform waarmee hij de verschillende leefomgevingen, mensen, de natuur en het interieur samen laat komen.
In juni 2006 was Pim van den Akker te zien in Met Grenzeloze Ambitie, een televisieprogramma waarin ondernemers die het in Nederland gemaakt hebben, proberen door te breken in de Verenigde Staten.